# پایگاه هوایی آگانیا
پایگاه هوایی آگانیا (به انگلیسی: Naval Air Station Agana) (به زبان بومی: Brewer Field) یک فرودگاه نظامی با کد یاتا GUM است که یک باند فرود آسفالت و بتن دارد و طول باند آن ۳۰۵۳ متر است. این فرودگاه در کشور گوآم قرار دارد و در ارتفاع ۹۱ متر بالاتر از سطح دریا واقع شده‌است.